# Ossaea ovatifolia
Ossaea ovatifolia är en tvåhjärtbladig växtart som beskrevs av Ignatz Urban. Ossaea ovatifolia ingår i släktet Ossaea och familjen Melastomataceae. Inga underarter finns listade i Catalogue of Life.